# Pointe du Morne Rouge
La Pointe du Morne Rouge est un cap de Guadeloupe.

## Géographie
Il se situe au sud-est de la pointe du Vieux Fort et au nord de la plage naturiste de Sainte-Rose.

## Galerie

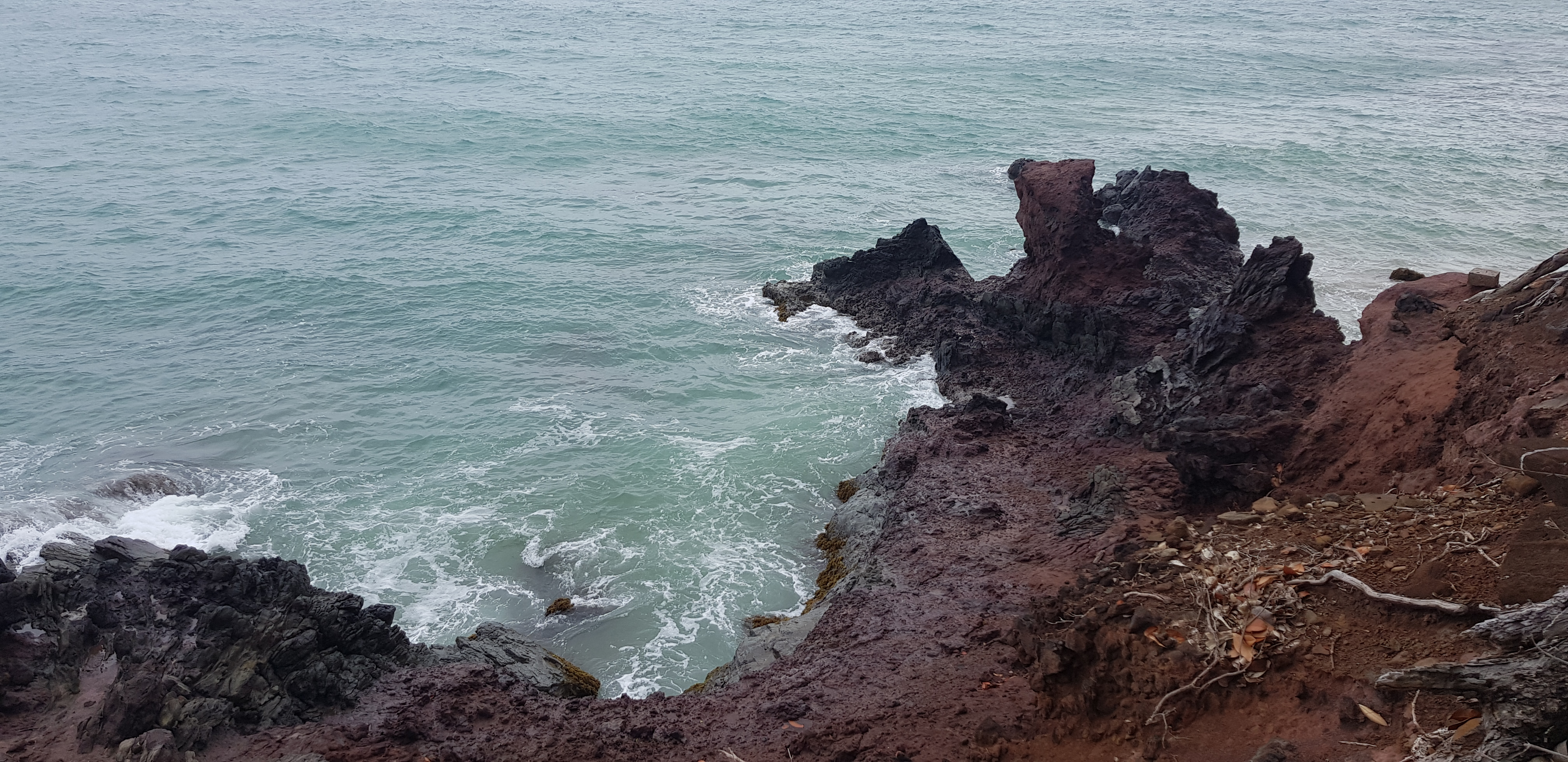
Paysage de la Pointe du Morne Rouge
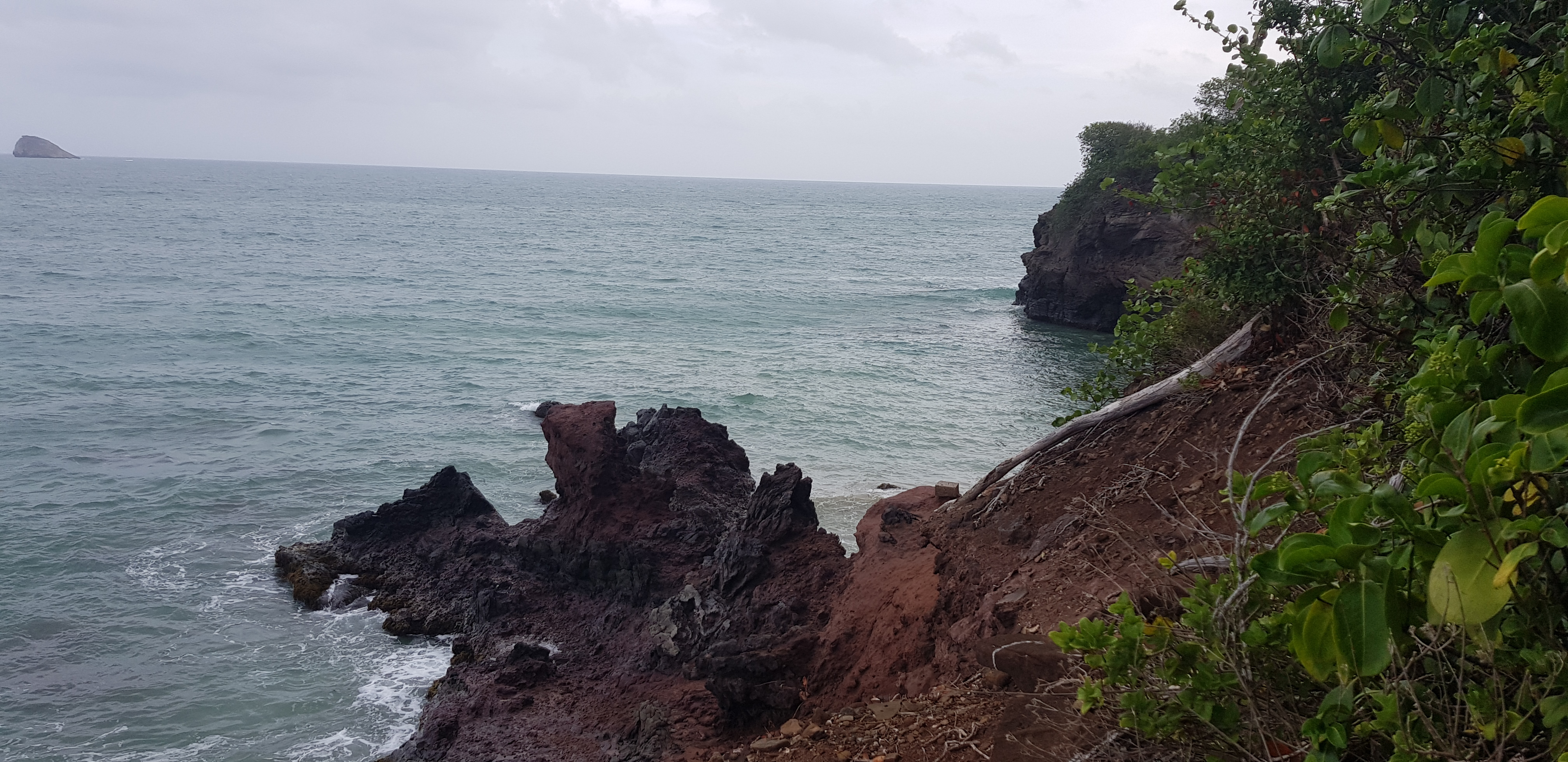
Paysage de la Pointe du Morne Rouge et, au loin Tête à l'Anglais
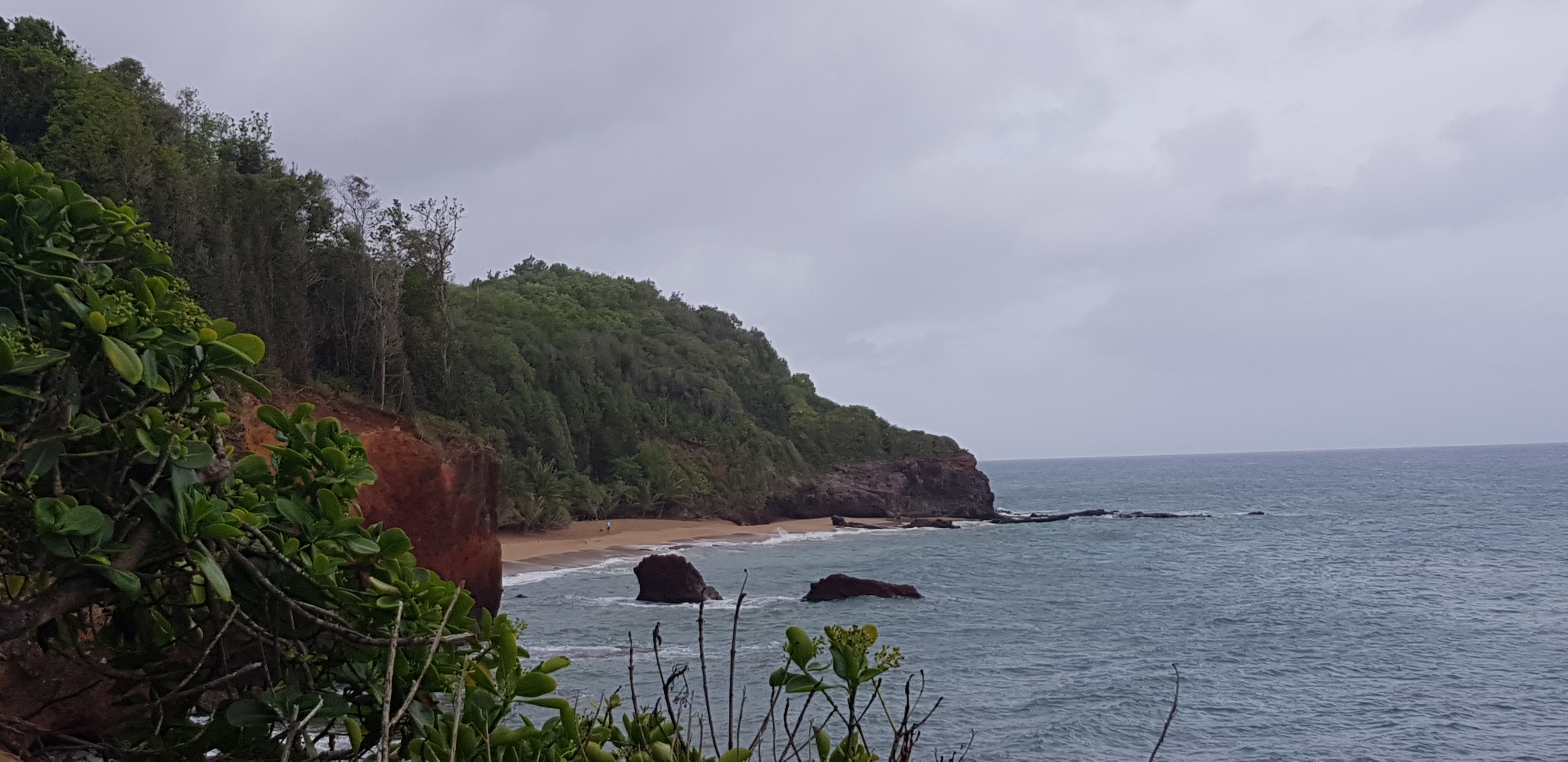
Plage naturiste de Sainte-Rose vue de la pointe du Morne Rouge
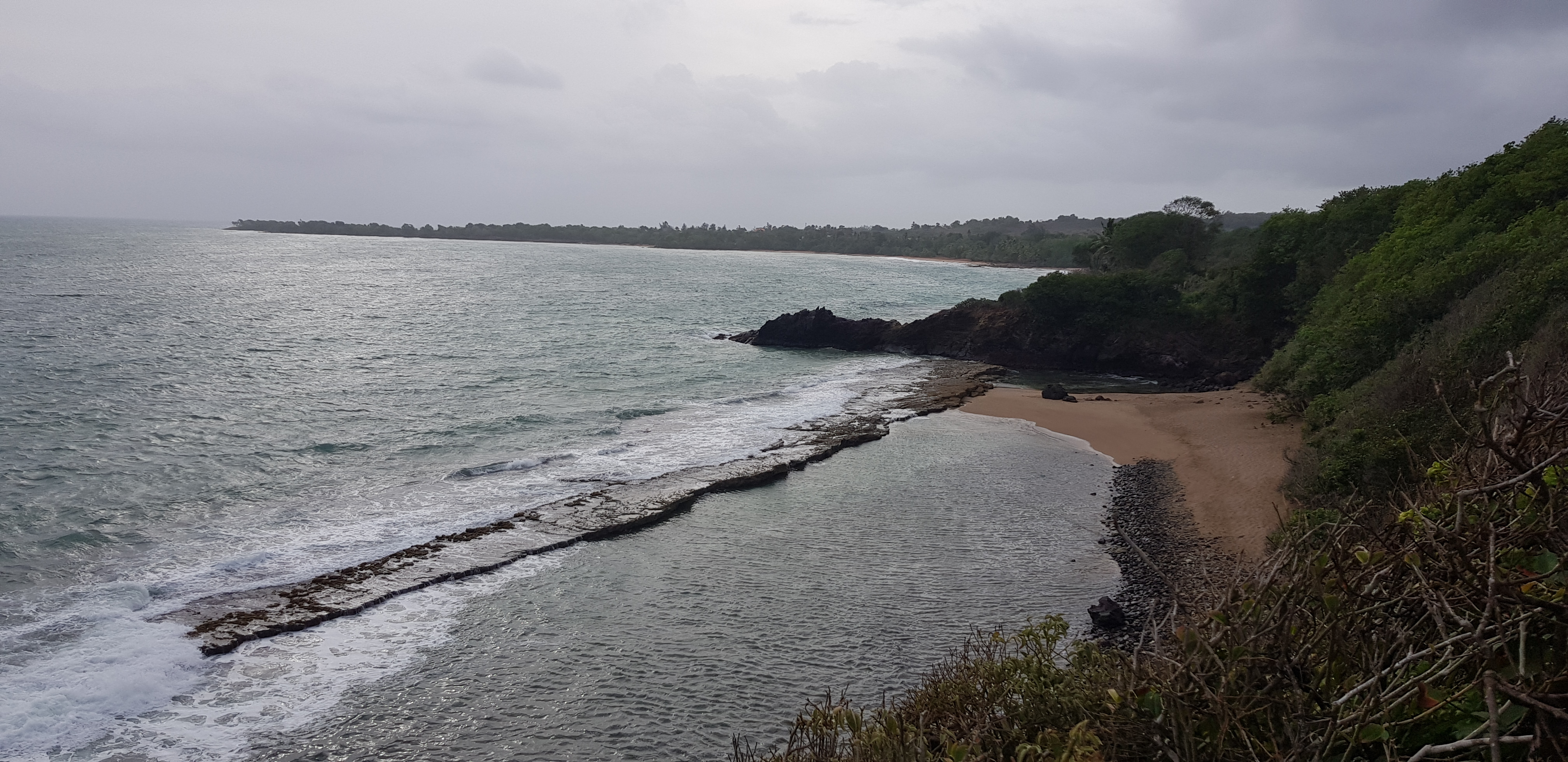
Plage du Vieux-Fort vue de la pointe du Morne Rouge